# William Brent Bell
Pour les articles homonymes, voir William Bell et Bell.
William Brent Bell, né le 10 décembre 1970 à Lexington, en Kentucky, est un scénariste, réalisateur et producteur américain.
Il est connu pour son travail dans les films d'horreur tels que : The Devil Inside, The Boy et sa suite The Boy : La Malédiction de Brahms.

## Biographie
William Brent Bell naît à Lexington, au Kentucky.

### Vie privée
En 2000, avec son partenaire, le scénariste Matthew Peterman (en), il écrit le scénario Mercury, qui est acheté par Universal Studios avec le producteur Gale Anne Hurd.

## Filmographie

### En tant que réalisateur
- 1997 : Sparkle and Charm
- 2006 : Stay Alive
- 2012 : Devil Inside (The Devil Inside)
- 2013 : Wer (en)
- 2016 : The Boy
- 2020 : The Boy : La Malédiction de Brahms (Brahms: The Boy II)
- 2021 : Separation
- 2022 : Esther 2 : Les Origines (Orphan: First Kill)
- 2024 : Lord Of Misrule (en)

### En tant que scénariste
- 1997 : Sparkle and Charm de lui-même
- 2006 : Stay Alive de lui-même
- 2012 : Devil Inside (The Devil Inside) de lui-même
- 2013 : Wer (en) de lui-même

### En tant que producteur

#### Longs métrages
- 1997 : Sparkle and Charm de lui-même
- 2021 : Separation de lui-même
- 2024 : Wer (en) de lui-même

#### Court métrage
- 2013 : Anne Dark de Brent Sims (producteur délégué)